# Лауреаты премии Вольфа (сельское хозяйство)
Премия Вольфа в области сельского хозяйства — ежегодная премия, присуждаемая Фондом Вольфа в Израиле. Входит в число шести премий, учреждённых Фондом Вольфа в 1978 году и присуждаемых за достижения в области химии, математики, физики, медицины и искусства.

## Лауреаты
| Год    | Лауреат                                           | Страна                          | Заслуга |
| ------ | ------------------------------------------------- | ------------------------------- | --- |
| 1978   | Джордж Ф. Спрэг                                   | США                             | за исследования в области генетической модификации кукурузы для благополучия человечества. |
| 1978   | Джон Чарльз Уокер                                 | США                             | за исследования в области патологии растений и разработку устойчивых к болезням сортов основных разновидностей растений, употребляемых в пищу.                                                      |
| 1979   | Джей Л. Лаш                                       | США                             | за выдающийся новаторский вклад в использовании генетики для совершенствования животноводства. |
| 1979   | Кеннет Блекстер                                   | Великобритания                  | за фундаментальный вклад в теорию и практику питания жвачных животных. |
| 1980   | Карл Мараморош                                    | США                             | за новаторские и широкомасштабные опыты в области взаимодействия насекомых и растительных возбудителей болезней.                                                                                    |
| 1981   | Джон О. Алмквист                                  | США                             | за существенный вклад в применение искусственного оплодотворения в животноводстве. |
| 1981   | Генри А. Ларди                                    | США                             | за новаторские исследования в области хранения и консервации семенного материала, позволяющие сделать искусственное оплодотворение универсальной практикой.                                         |
| 1981   | Глен В. Солсбери                                  | США                             | за выдающиеся достижения в сфере фундаментальных и практических исследований по искусственному оплодотворению.                                                                                      |
| 1982   | Венделл Л. Рулофс                                 | США                             | за фундаментальные химические и биологические исследования феромонов и практическое их использование в борьбе с насекомыми.                                                                         |
| 1983/4 | Дон Киркхэм Корнелис Т. де Вит                    | США · Нидерланды                | за инновационный вклад в количественное понимание почвенно-водных и других экологических взаимодействий, влияющих на рост и урожайность сельскохозяйственных культур.                               |
| 1984/5 | Роберт Х. Бёррис                                  | США                             | за новаторские фундаментальные исследования механизмов биологической фиксации азота и их применения в растениеводстве.                                                                              |
| 1986   | Ральф Райли Эрнест Р. Сирс                        | Великобритания · США            | за фундаментальные исследования в сфере цитогенетики пшеницы, обеспечивающие основу для генетического улучшения зерновых культур.                                                                   |
| 1987   | Теодор О. Динер                                   | США                             | за открытие и новаторское фундаментальное исследование вироидов и прикладную работу по обнаружению вироидов в сельскохозяйственных культурах.                                                       |
| 1988   | Шарль Тибо Эрнест Д. К. Полж                      | Франция; · Великобритания       | за новаторскую работу в области репродуктивной физиологии, включающую сохранение клеток, процессы оплодотворения, биологию яиц и манипуляции с эмбрионами для улучшения здоровья домашних животных. |
| 1989   | Питер М. Биггс Майкл Элиотт                       | Великобритания · Великобритания | за выдающийся вклад в фундаментальную науку и успешную реализацию на практике инноваций в области охраны здоровья животных и растений .                                                             |
| 1990   | Йозеф Стефан Шелл                                 | Бельгия                         | за новаторскую работу в области генетической трансформации растений и открытия этим новых горизонтов в фундаментальной науке о растениях и селекции.                                                |
| 1991   | Ян Сянфа                                          | / США                           | за примечательный вклад в расширении понимания механизмов биосинтеза, а также действия и применения растительного гормона этилена.                                                                  |
| 1992   | Премия не присуждалась                            | Премия не присуждалась          | Премия не присуждалась |
| 1993   | Джон Э. Касида                                    | США                             | за новаторские исследования способов действия инсектицидов, разработку более безопасных пестицидов и вклад в понимание нервной и мышечной функции у насекомых.                                      |
| 1994/5 | Карл Б. Хаффакер Перри Адкиссон                   | США · США                       | за вклад в разработку и внедрение экологически-полезных комплексных систем борьбы с вредителями сельскохозяйственных культур.                                                                       |
| 1995/6 | Моррис Шницер Фрэнк Стивенсон                     | Канада · США                    | за новаторский вклад в понимание химии органического структуры почвы и практическое применение этого открытия в сельском хозяйстве.                                                                 |
| 1996/7 | Нил Л. Фёст                                       | США                             | за новаторские исследования в области репродуктивной биологии домашнего скота. |
| 1998   | Илан Чет Бальдур Стефанссон                       | Израиль · Канада                | за их вклад в экологически-безопасное развитие мирового сельского хозяйства посредством инновационных подходов в селекции и биоконтроле.                                                            |
| 1999   | Премия не присуждалась                            | Премия не присуждалась          | Премия не присуждалась |
| 2000   | Гурдев Кхуш                                       | Индия                           | за выдающийся вклад в теоретические исследования в области генетики растений, эволюции и селекции, в особенности — риса, а также за вклад в производство продуктов питания и борьбу с голодом.      |
| 2001   | Роджер Н. Бичи Джеймс Э. Вомак                    | США · США                       | за использовании технологии рекомбинации ДНК, совершившей прорыв в ботанике и зоологии. |
| 2002/3 | Р. Майкл Робертс Фуллер В. Бэйзер                 | Великобритания / США; · США     | за открытие интерферона-тау и других связанных с беременностью белков, прояснившее биологическую загадку передачи сигналов между матерью и ребёнком во время беременности.                          |
| 2004   | Юань Лунпин Стивен Д. Танксли                     | Китай · США                     | за инновационную разработку гибридного риса и открытие генетической базы гетерозиса этого важного продукта питания.                                                                                 |
| 2005   | Премия не присуждалась                            | Премия не присуждалась          | Премия не присуждалась |
| 2006/7 | Рональд Л. Филлипс Мишель Жорж                    | США · Бельгия                   | за перевернувшие науку открытия в области генетики и геномики, заложившие фундамент для улучшения методов селекции и совершенствования пород сельскохозяйственных растений и животных.              |
| 2008   | Джон Э. Пикетт Джеймс Томлинсон В. Джо Льюис      | Великобритания · США · США      | за примечательные открытия механизмов, управляющих взаимодействием растений и насекомых, способствующие большей устойчивости сельского хозяйства перед вредителями и эффективной борьбе с ними.     |
| 2009   | Премия не присуждалась                            | Премия не присуждалась          | Премия не присуждалась |
| 2010   | Дэвид Болкомб                                     | Великобритания                  | за новаторское открытие регуляции генов растений малыми ингибирующими молекулами РНК, имеющее огромное значение для биологии и медицины как наук в целом.                                           |
| 2011   | Харрис Левин                                      | США                             | за значительные открытия в сфере теории и практики животноводства. |
| 2011   | Р. Джеймс Кук                                     | США                             | за плодотворные открытия в области патологии растений и микробиологии почвы, повлиявшие на увеличение продуктивности сельскохозяйственных культур и усиление контроля над их заболеваниями.         |
| 2012   | Премия не присуждалась                            | Премия не присуждалась          | Премия не присуждалась |
| 2013   | Иоахим Мессинг                                    | Германия / США                  | за инновации в клонировании рекомбинированных ДНК, совершившие прорыв в агрономии, и расшифровку генетических кодов сельскохозяйственных растений.                                                  |
| 2013   | Джаред Даймонд                                    | США                             | за передовые исследовании теории одомашнивания растений, подъём сельского хозяйства, и влияние на развитие и упадок человеческого общества и экологию окружающей среды.                             |
| 2014   | Хорхе Дубковский Лейф Андерссон                   | США · Швеция                    | за прорывной вклад в изучение растений и животных с применением передовых методов геномики. |
| 2015   | Линда Дж. Саиф                                    | США                             | за открытие новых кишечных и респираторных вирусов съедобных животных и человека. |
| 2016   | Труди Маккей                                      | США                             | за работу в сфере генетики количественных признаков, исследующей взаимодействия между генами и факторами окружающей среды.                                                                          |
| 2017   | Премия не присуждалась                            | Премия не присуждалась          | Премия не присуждалась |
| 2018   | Джин Робинсон                                     | США                             | за руководство революционными методами в геномике, изучающей организм и популяционную биологию медоносной пчелы.                                                                                    |
| 2019   | Дэвид Зильберман                                  | США                             | за включение биофизических особенностей агроэкономических систем в прогнозы развития экономических моделей.                                                                                         |
| 2020   | Кэролайн Дин                                      | Великобритания                  | за новаторские открытия в областях контроля цветения и эпигенетических основ яровизации. |
| 2021   | Премия не присуждалась                            | Премия не присуждалась          | Премия не присуждалась |
| 2022   | Памела Рональд                                    | США                             | за новаторскую работу по повышению устойчивости риса к болезням и экологическому стрессу. |
| 2023   | Мартинус ван Генухтен                             | Нидерланды                      | за новаторскую работу по пониманию водного потока и прогнозированию распространения загрязняющих веществ в почвах.                                                                                  |
| 2024   | Venkatesan Sundaresan Эллиот Мейровиц Джоанн Чори | США                             | за ключевые открытия в области биологии развития растений, необходимые для улучшения урожая. |